# 大衛·霍西
大衛·霍西（David Horsey，1985年4月14日—）是英格蘭的一位職業高爾夫球手。他出生在大曼徹斯特地區的斯托克波特。2004年，他獲得英格蘭業餘賽亞軍。他在2007年轉為職業高爾夫球員。2010年，他在BMW國際公開賽獲得了自己的首個歐巡賽冠軍。

## 外部連結
- David Horsey在歐洲巡迴賽官方網站
- David Horsey at his management firm's official site
- David Horsey在男子高爾夫世界排名的官方網站